# Mahendra Karma
Mahendra Karma (Dantewada, 1951-25 de mayo de 2013) fue un líder político indio que perteneció al Congreso Nacional Indio en el estado de Chhattisgarh. Fue el líder de la oposición en el Chhattisgarh Vidhan Sabha 2004-2008. En 2005, jugó un papel importante en la organización del movimiento Salwa Judum contra naxalitas (maoístas) en Chhattisgarh. Fue Ministro de Industria y Comercio en el gabinete Ajit Jogi desde la formación del Estado en 2000 y 2004. Fue asesinado por naxalitas el 25 de mayo de 2013 en un ataque maoísta cuando regresaba de una reunión Parivartan Rally organizado por su partido en Sukma.